# 九龍區專線小巴25M線
九龍區專線小巴25M線是香港一條由新興運營辦的綠色專線小巴路線，由九龍塘站循環往來東頭邨。

本線另設立特快線25A，起訖點與25M線相同，惟往東頭邨方向於駛至喇沙利道後，直接轉左沿衙前圍道前往九龍城，不經喇沙書院、碧華花園及聖德肋撒醫院；往九龍塘站方向於駛至喇沙利道後，改行蘭開夏道及窩打老道，不經香港浸會大學及香港浸信會醫院。
本線另設立輔助線25B，來往九龍塘站及新蒲崗譽·港灣，是九龍區專線小巴85線的替代服務。
本線另設立以香港浸會大學學生及職員為主要對象的輔助路線25M(S)，循環來往九龍塘站至香港浸會大學，只在上課日及星期六提供服務，學校假期及公眾假期不設服務。

## 歷史
- 1995年1月：投入服務，初時總站為沙埔道
- 2002年：延長至東頭邨
- 2006年11月12日：25M線來往九龍塘地鐵站及香港專業教育學院(李惠利)之短途特別班次同日獲編為25M(S)線[2]。
- 2017年4月18日：25A線投入服務。
- 2018年3月1日：25B線投入服務，取代服務範圍相近的85線。[3]
- 2021年6月27日：25A線提升至每天全日服務以配合屯馬綫全綫通車。[4]

## 服務時間及班次
25M線
- 由九龍塘站開：06:20-23:30
- 由東頭邨開：06:20-23:15
- 每6-8分鐘一班

25A線
- 由九龍塘站開：07:00-23:00
- 由東頭邨開：06:50-22:50
- 每15-20分鐘一班

25B線
- 由九龍塘站開：06:50-23:50
- 由新蒲崗譽．港灣開：06:30-23:30
- 每15分鐘一班

25M(S)線
- 星期一至五上課日：07:30-19:30
- 星期六：08:00-19:30

星期日及公眾假期不設服務

## 收費

### 25M/A
全程：$6.3
九龍塘站開
| 落車站＼上車站 | 天保民學校（25M） 聯福道（25A） 或之前 | 東頭邨 或之前 |
| -------------- | -------------------------------------- | ------------- |
| 九龍塘站起     | $5.1                                   | $6.3          |
| 馥蘭園起       |                                        | $5.1          |

東頭邨開
| 落車站＼上車站 | 麗珊園 或之前 | 九龍塘站 或之前 |
| -------------- | ------------- | --------------- |
| 東頭邨起       | $5.1          | $6.3            |
| 喇沙小學起     |               | $5.1            |

### 25B
全程：$7.2
九龍塘站開
| 落車站＼上車站 | 天保民學校 或之前 | 富豪東方酒店 或之前 | 譽．港灣 或之前 |
| -------------- | ----------------- | ------------------- | --------------- |
| 九龍塘站起     | $5.1              | $6.3                | $7.2            |
| 馥蘭園起       |                   | $5.1                | $6.3            |
| 富豪東方酒店起 |                   |                     | $5.1            |

譽．港灣開
| 落車站＼上車站 | 富豪東方酒店 或之前 | 愛賓花園 或之前 | 九龍塘站 或之前 |
| -------------- | ------------------- | --------------- | --------------- |
| 譽．港灣起     | $5.1                | $6.3            | $7.2            |
| 富豪東方酒店起 |                     | $5.1            | $6.3            |
| 愛賓花園起     |                     |                 | $5.1            |

### 25M(S)
全程：$5.1
- 註: 宋皇臺站提供25A/25B線轉乘優惠，啟德站亦提供25B線轉乘優惠，使用成人八達通可享1元車費扣減，使用其他八達通則可享5角車費扣減[5]。

## 用車
根據營運商資料，25M線使用13輛小巴提供服務；25A和25B線各使用3輛小巴提供服務；而25M(S)線則使用2輛小巴提供服務。
實際上，17M、25A、25B、25M、25M(S)線合共使用36輛豐田Coaster和1輛三菱Rosa小巴行走。

## 行車路線
25M/A
九龍塘站開經：沙福道、添福道、羅福道、多福道、律倫街、對衡道、劍橋道、禧福道、浸會大學道、聯福道，禧福道，喇沙利道、界限街、嘉林邊道（書院道）、衙前圍道、打鼓嶺道、樂善道、東隆道、東光道、樂善道、沙浦道、衙前圍道、打鼓嶺道、賈炳達道、聯合道（南角道）、太子道西、喇沙利道、禧福道、聯福道、聯合道、（衙前塱道、衙前圍道、蘭開夏道）窩打老道、歌和老街、根德道、沙福道及添福道。
25A不經斜體字之路段，改經括號內之路段。
25B線
九龍塘站開經：沙福道、添福道、羅福道、多福道、律倫街、對衡道、喇沙利道、衙前圍道、福佬村道、賈炳達道、樂善道、沙浦道、衙前圍道、城南道、太子道東、景泰街及景福街。
譽港灣開經：景福街、崇齡街、富源街、衍慶街、彩虹道、太子道東、天橋、太子道西、聯合道、衙前圍道、蘭開夏道、窩打老道及添福道。
25M(S)線
經：沙福道、添福道、羅福道、多福道、律倫街、對衡道、劍橋道、禧福道、浸會大學道、聯福道、聯合道、窩打老道、歌和老街、根德道、沙福道及添福道。

### 路線圖

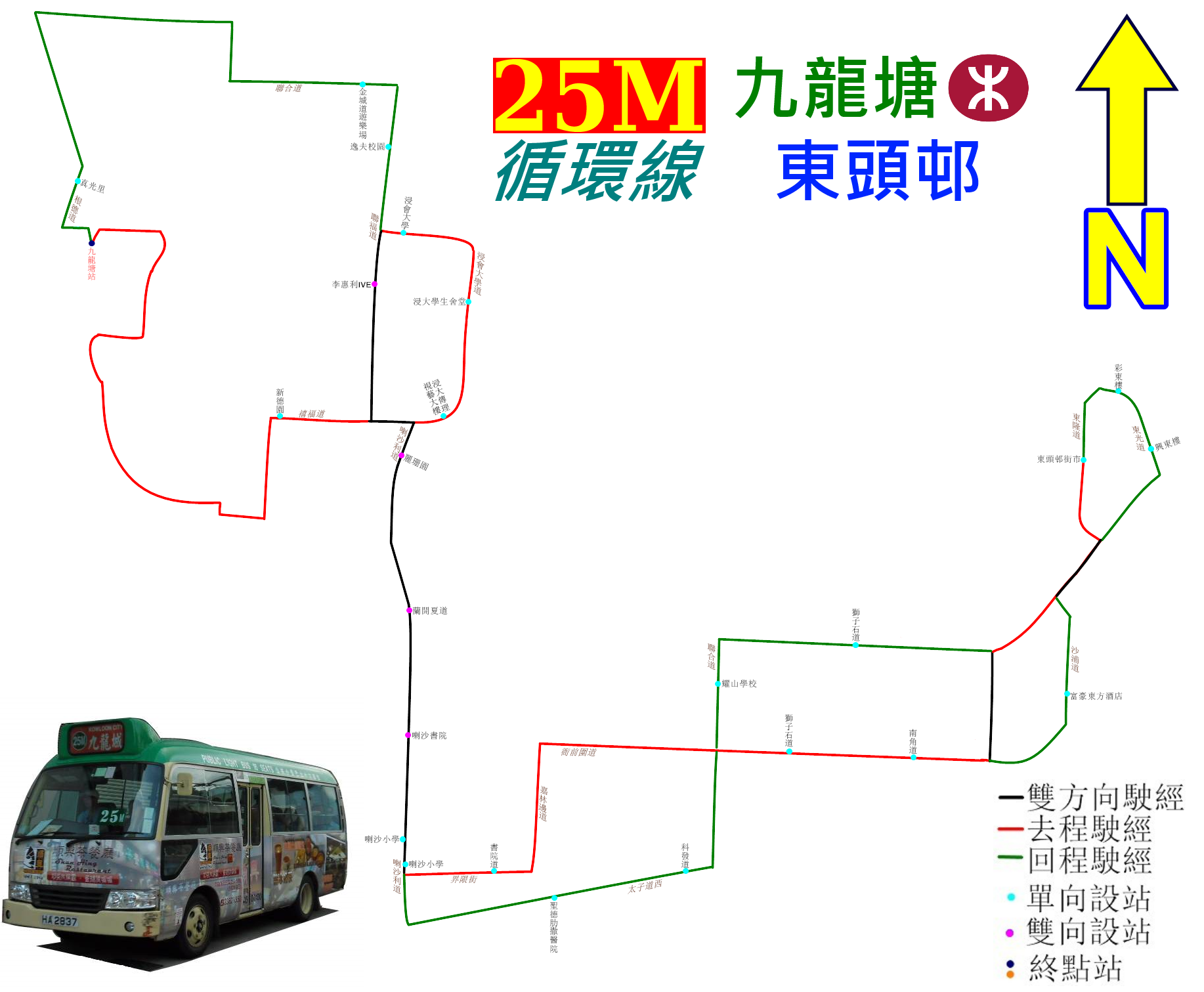
25M線的走線圖
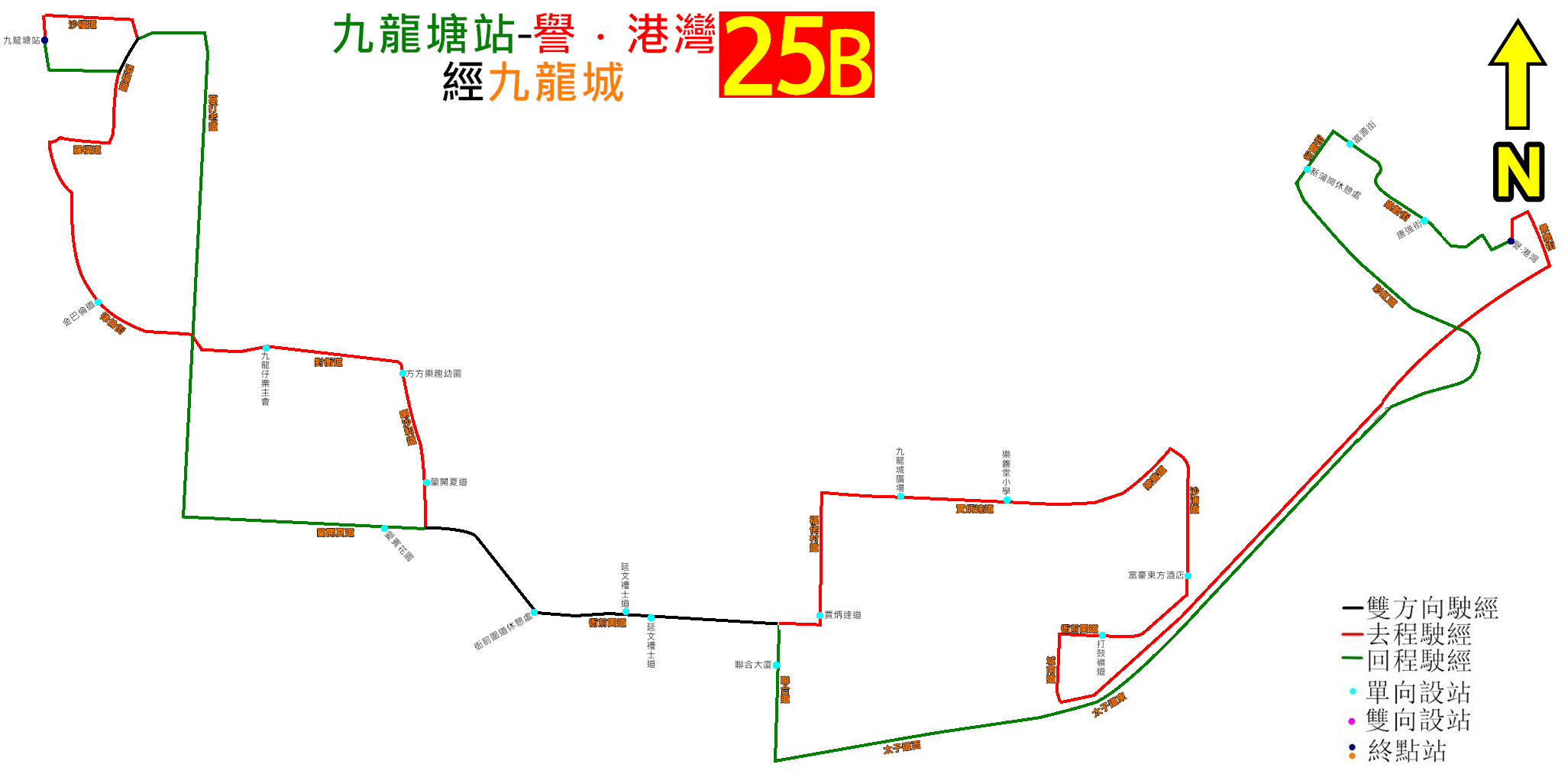
25B線的走線圖
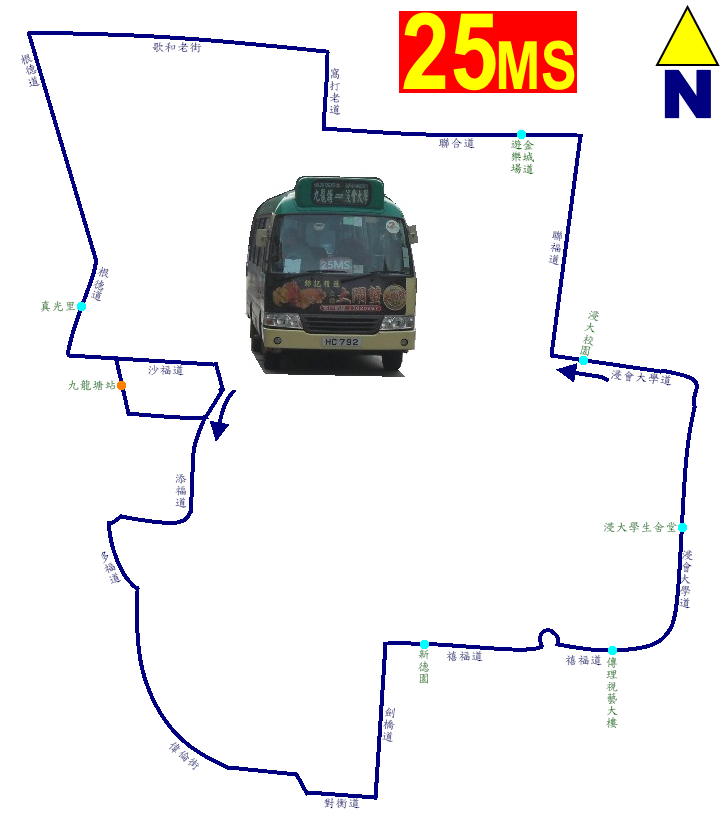
25M(S)線的走線圖，可見此線的走線是呈環型反時針行駛
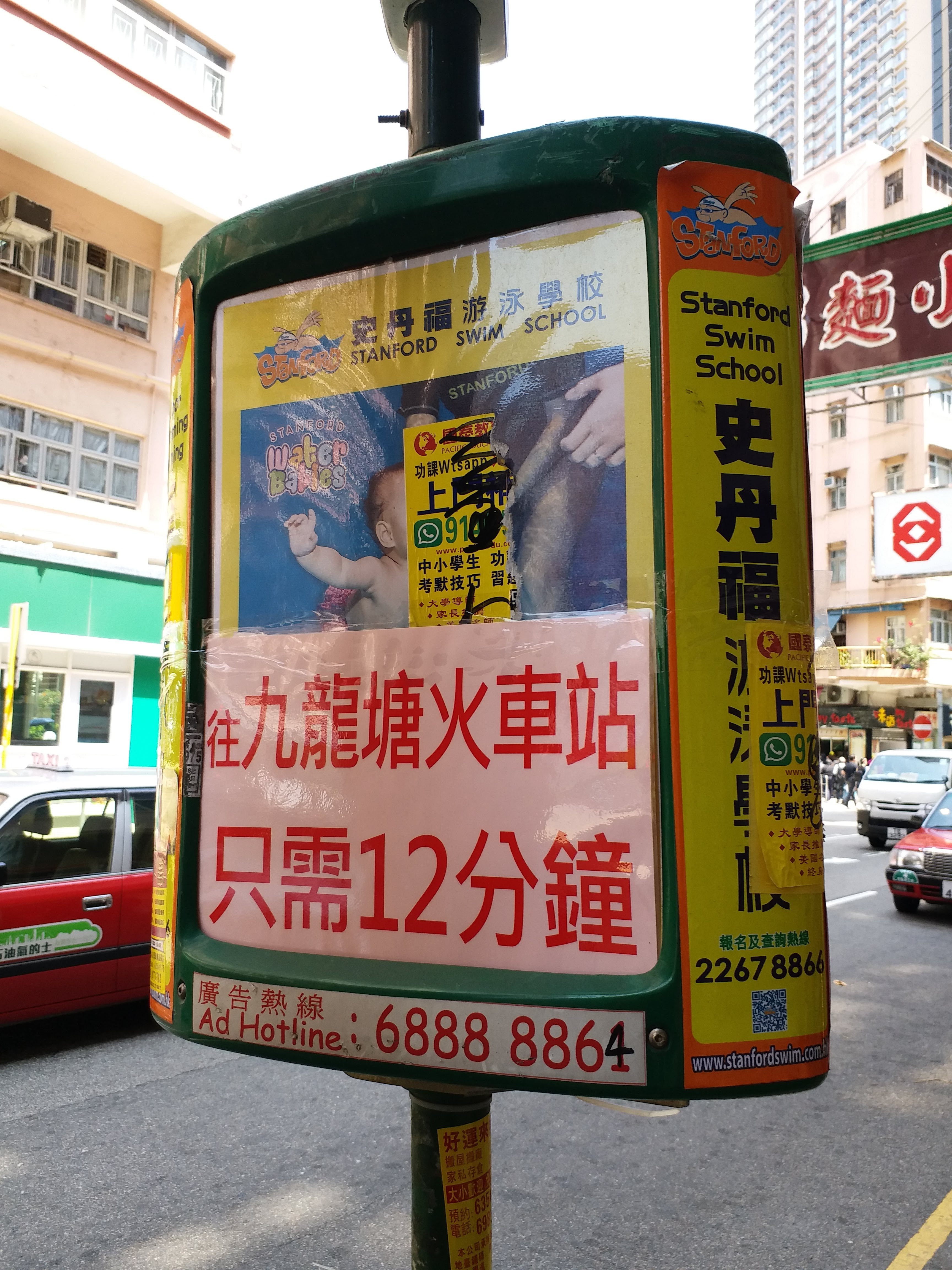
25B線宣傳新蒲崗至九龍塘只需12分鐘車程

## 主要客源
- 喇沙利道沿途中學學生往返九龍塘站
- 東頭邨居民接駁東鐵綫及觀塘綫
- 香港浸會大學學生及職員接駁東鐵綫及觀塘綫[6]。